# Паризе, Бернар
Бернар Паризе (фр. Bernard Pariset, 21 декабря 1929 — 26 ноября 2004) — французский дзюдоист, чемпион Европы, бронзовый призёр чемпионата мира.
Родился в коммуне Пантен округа Бобиньи. Изучал дзюдо и дзюдзюцу у многих японских мастеров. В 1951 году выиграл первый в истории чемпионат Европы по дзюдо. В 1954 году вновь стал чемпионом Европы. В 1955 году стал чемпионом Франции. В 1956 году принял участие в первом в истории чемпионате мира по дзюдо, но не смог завоевать медалей. В 1957 году вновь стал чемпионом Франции. В 1958 году на втором в истории чемпионате мира по дзюдо стал обладателем бронзовой медали. В 1959 году снова стал чемпионом Франции.